# Władysław Basista
Władysław Basista (ur. 14 lutego 1928 w Niedobczycach, zm. 16 kwietnia 2021 w Katowicach) – polski duchowny katolicki, pedagog, filolog, logopeda, działacz społeczny, Kapelan Jego Świątobliwości, Honorowy Obywatel Miasta Katowice.
Były członek sekcji kaznodziejskiej w komisji ds. duszpasterstwa ogólnego Konferencji Episkopatu Polski, a także wykładowcą Wyższego Śląskiego Seminarium Duchownego w Katowicach w zakresie fonetyki pastoralnej oraz homiletyki, a także w Wyższym Seminarium Duchownym Braci Mniejszych w Katowicach-Panewnikach. Duszpasterz mniejszości niemieckiej w Katowicach i organizator wymiany młodzieży akademickiej pomiędzy Polską a Niemcami. Do 2021 był rezydentem w parafii św. Józefa w Katowicach-Załężu, pomagającym w pracy duszpasterskiej.

## Życiorys
Urodził się 14 lutego 1928 w Niedobczycach (obecnie dzielnica Rybnika). Jego ojciec i wujowie walczyli w powstaniach śląskich. Dzieje jego rodziny posłużyły do stworzenia fabuły filmu Kazimierza Kutza Sól ziemi czarnej, nadając podtytuł Saga rodu Basistów. Mając 11 lat Władysław Basista trafił do obozu pracy w Salzgitter. Wówczas to biegle opanował znajomość języka niemieckiego. Po II wojnie światowej, w 1945 roku, Władysław Basista założył w Niedobczycach rozlewnię mleka, zostając w wieku 17 lat jej kierownikiem. W tym czasie nawiązał współpracę z międzynarodową organizacją humanitarną UNRRA.
23 marca 1954 otrzymał święcenia diakonatu od biskupa krakowskiego Franciszka Jopa, natomiast święcenia kapłańskie 29 czerwca 1954 z rąk biskupa częstochowskiego Zdzisława Golińskiego w Piekarach Śląskich. Po przyjęciu święceń tym samym roku zamieszkał na terenie parafii św. Józefa w katowickiej dzielnicy Załęże. Wówczas to pod kierownictwem ówczesnego proboszcza ks. dr. Wilhelma Pluty rozpoczął katechizację dzieci w przyparafialnej salce katechetycznej. Organizował również zajęcia teatralne oraz wycieczki dla dzieci w góry. Podczas odwiedzin duszpasterskich udzielał wsparcia materialnego dla najbardziej potrzebujących rodzin z załęskiej parafii.
Po otrzymaniu święceń kapłańskich rozpoczął również studia homiletyczne na Uniwersytecie Kardynała Stefana Wyszyńskiego w Warszawie i pod kierunkiem ks. prof. Stanisława Wilczewskiego studia fonetyczne w Instytucie Fonetycznym w Katowicach. Uczył się na nich tylko do 1956 w związku z otrzymaniem posady prokuratora w Wyższym Śląskim Seminarium Duchownym w Krakowie, gdzie pełnił tę funkcję do 1962. W 1954 ks. Władysław Basista otrzymał tytuł magistra teologii na Uniwersytecie Jagiellońskim w Krakowie, a w 1964 pedagogiki oraz filologii języka polskiego na Uniwersytecie Marii Curie-Skłodowskiej w Lublinie. Brał udział w dwóch Międzynarodowych Konferencjach Logopedów – w Wiedniu w 1965 i w Paryżu w 1968. Od 1979 prowadził poradnię logopedyczną przy ul. J. Poniatowskiego w Katowicach, a od 1980 był wykładowcą fonetyki pastoralnej w Wyższym Seminarium Duchownym Ojców Franciszkanów w Panewnikach.
W stanie wojennym ks. Władysław Basista organizował transporty żywności, odzieży i lekarstw z Niemiec. Po pacyfikacji kopalni Wujek w 1981 przemawiał do górników w archikatedrze Chrystusa Króla w Katowicach. W 1995 został kanonikiem honorowym Kapituły Metropolitalnej. W 2000 w Rzymie głosił rekolekcje dla kapłanów w Kolegium Polskim. Poza tym, na terenie całej Polski głosił rekolekcje parafialne oraz udzielał się dla duszpasterstwa zagranicznego na terenie Austrii, Niemiec i Szwajcarii. W latach 2000–2009 dla kilku najbardziej potrzebujących rodzin organizował 3-letnie wsparcie finansowe.
W grudniu 2004 papież Jan Paweł II mianował go prałatem, a w 2005 został papieskim kapelanem. 19 marca 2018 otrzymał Złotą Odznakę Honorową za Zasługi dla Województwa Śląskiego w trakcie 50. sesji Sejmiku Województwa Śląskiego. 11 września 2018 ks. Władysław Basista otrzymał wraz ze Stanisławem Płatkiem tytuł Honorowego Obywatela Miasta Katowice. Ks. Basista zmarł w Zakładzie Opiekuńczo-Leczniczym Domu św. Józefa w Katowicach 16 kwietnia 2021. Został pochowany na cmentarzu w Rybniku-Niedobczycach.

## Odznaczenia i wyróżnienia
- Złota Odznaka Honorowa za zasługi dla Województwa Śląskiego (2018)[3],
- Honorowy Obywatel Miasta Katowice (2018)[3].